# Isaac Molina Chávez
Isaac Ernesto Molina Chávez es un ingeniero forestal y político peruano. Fue presidente regional de Ayacucho entre 2007 y 2010.
Nació en el distrito de Aucara, provincia de Lucanas, departamento de Ayacucho, el 11 de abril de 1948. Cursó sus estudios primarios en su localidad natal hasta 1961 cuando se mudó a la ciudad de Lima donde terminó estos y los secundarios en la Gran Unidad Escolar Mariano Melgar ubicada en el distrito de Breña. Entre 1970 y 1977 cursó estudios superiores de ingeniería forestal en la Universidad Nacional Agraria La Molina.
Su primera experiencia política fue en las elecciones generales de 1985 en las que postuló a diputado por Ayacucho por el partido Izquierda Nacionalista sin obtener la representación. Luego, en las elecciones regionales del 2002 tentó por primera vez la presidencia regional de Ayacucho por el Movimiento Independiente "Integración Regional" quedando en segundo lugar. En las elecciones regionales del 2006 obtuvo la elección con el 25.155% de los votos imponiéndose sobre el entonces presidente regional Omar Quezada Martínez del APRA. Luego de su gestión, se presentó en las elecciones generales del 2016 como candidato a congresista por Ayacucho por el partido Peruanos por el Kambio sin obtener la elección. En las elecciones regionales del 2018 volvió a tentar la reelección como gobernador regional de Ayacucho quedando en el 8.º lugar con solo el 2.770% de los votos.
En el mes de septiembre del 2016 fue brevemente designado como Director Ejecutivo del "Proyecto Especial de Desarrollo del Valle de los Ríos Apurímac, Ene y Mantaro" - PROVRAEM adscrito al Ministerio de Agricultura, cargo que ostentó por siete días desde el 7 de septiembre hasta el 14 de ese mes.